# Izobilne (Nijniohirski)
|  | Per a altres significats, vegeu «Izobilne». |

Izobilne (en (ucraïnès): Ізобільне, en rus: Изобильное, Izobílnoie) és un poble de la República Autònoma de Crimea a Ucraïna, que el 2021 tenia 938 habitants. Pertany al districte de Nijniohirski.